# パウル・リート
パウル・リート（Paul Rieth、1871年6月16日 - 1925年5月15日）はドイツのイラストレーター、画家である。ミュンヘンの雑誌「ユーゲント(Jugend)」などのイラストレーションを描いた。

## 略歴
テューリンゲン州のPößneckで生まれた。1864年10月からミュンヘン美術院のMax von Widnmannの彫刻家クラスで学んだ後、画家のルートヴィヒ・フォン・レフツに学び、その後、カールスルーエの美術学校でクラウス・マイヤーに学んだ。
イラストレーターとしてミュンヘンの若者向けの雑誌、「ユーゲント(Jugend)」やウルシュタイン出版の雑誌「主婦の栞(Dies Blatt gehört der Hausfrau)」の主要な寄稿者になり、都会的な女性の生活を描いた。
リートの作品の一部はテュービンゲン大学のコレクションに収蔵され、テュービンゲン大学博物館(Museum der Universität Tübingen)が管理している。

## 作品

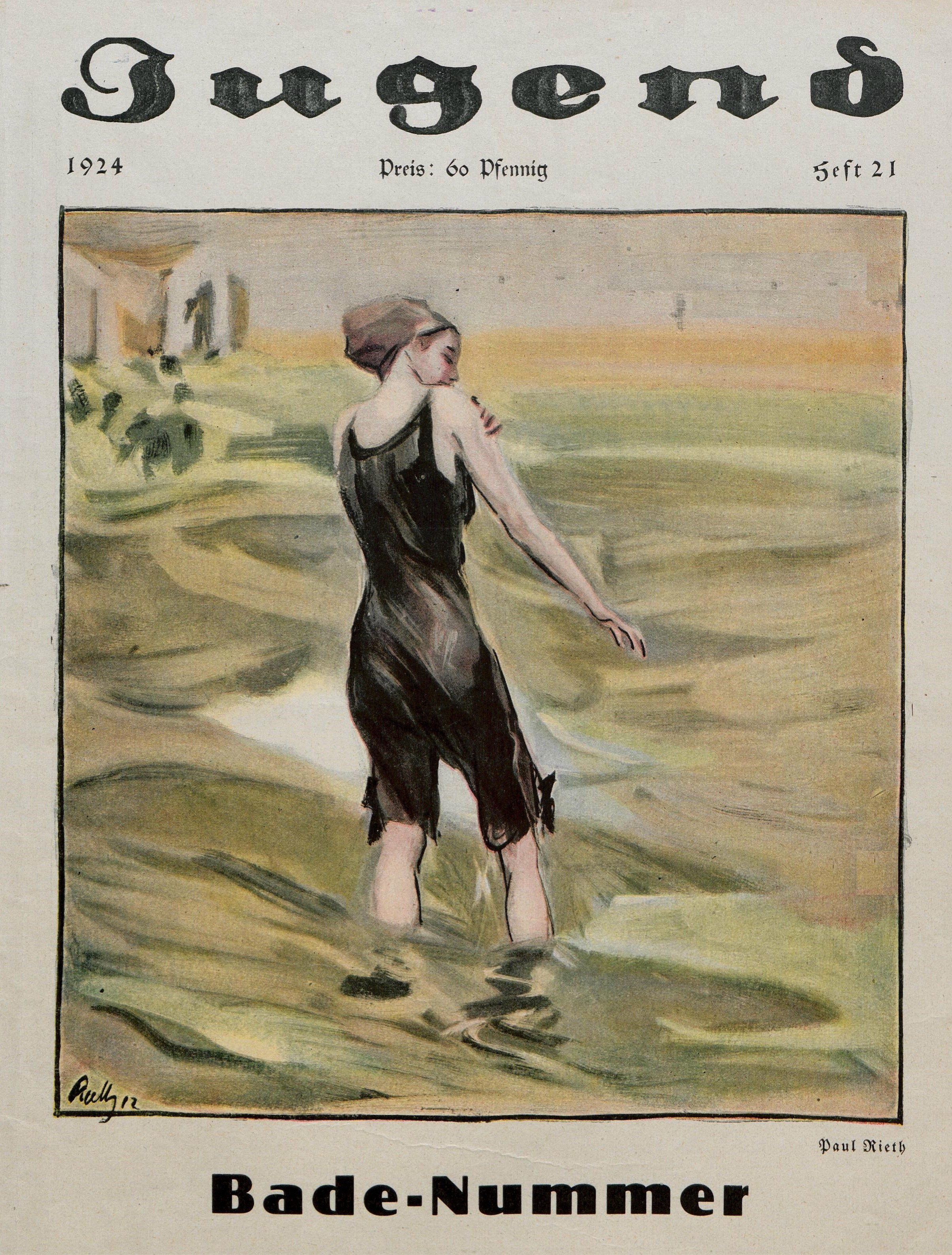
「ユーゲント」表紙絵(1924)
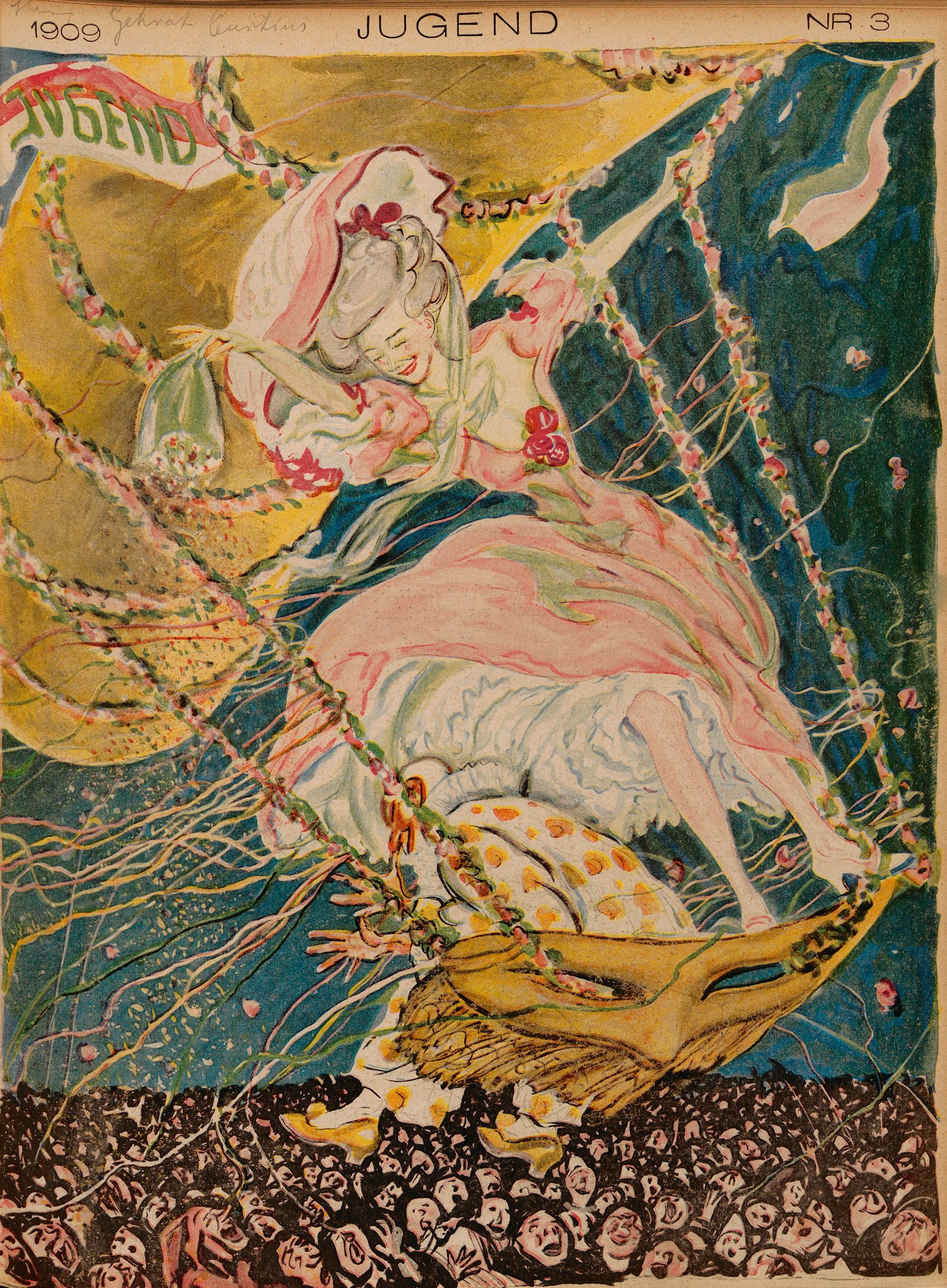
「ユーゲント」挿絵 (1909)
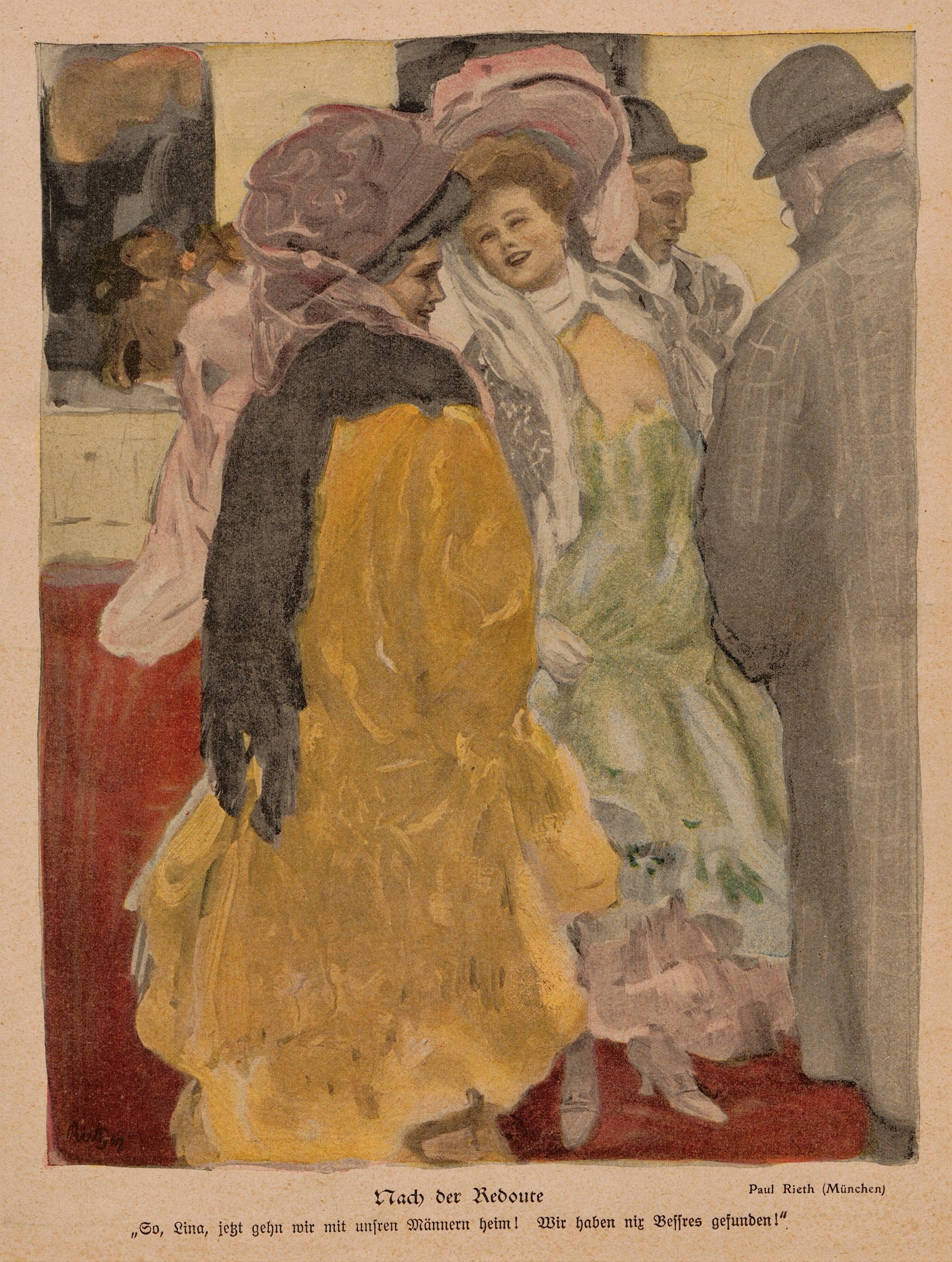
「ユーゲント」挿絵 (1909)
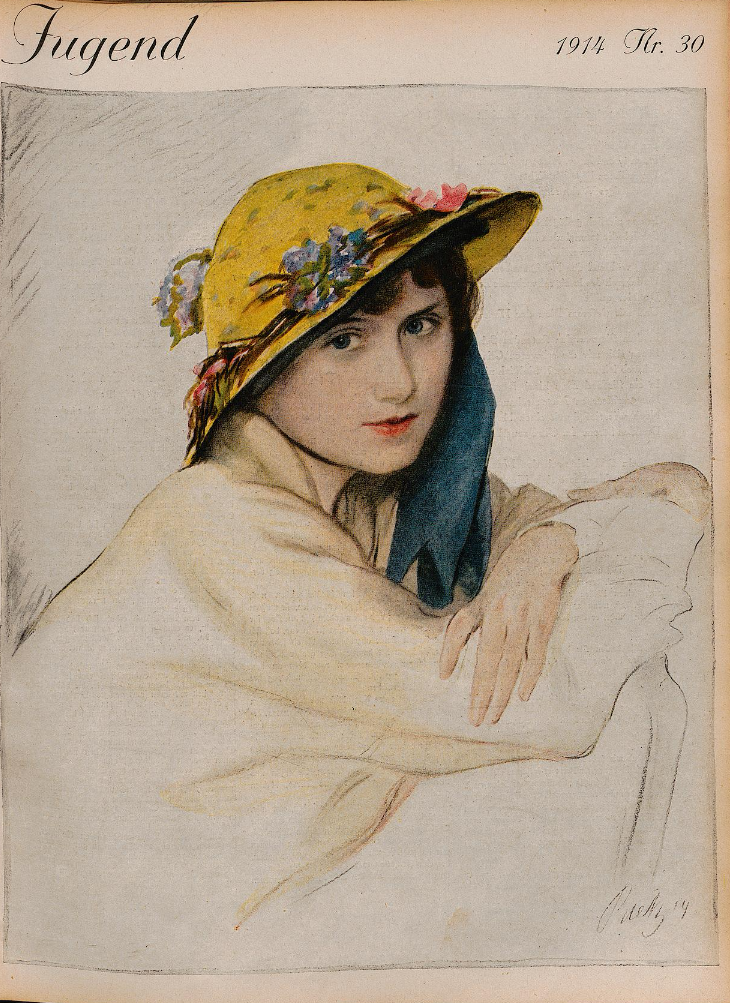
「ユーゲント」挿絵 (1914)
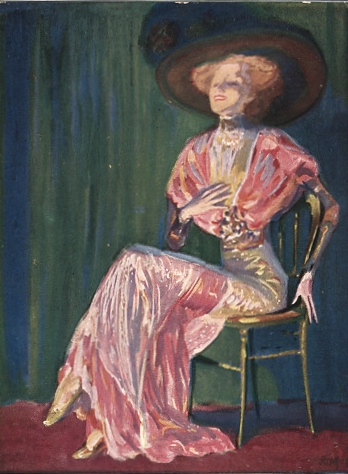
Gussy Holl(女優。歌手)